# Lagynochthonius houi
Espèce
Lagynochthonius houi est une espèce de pseudoscorpions de la famille des Chthoniidae.

## Distribution
Cette espèce est endémique du Guizhou en Chine. Elle se rencontre dans le xian de Pingtang.

## Description
mâles mesurent de 1,29 à 1,41 mm et la femelle paratype 1,68 mm.

## Systématique et taxinomie
Cette espèce a été décrite par Sun, Guo et Zhang en 2024.

## Étymologie
Cette espèce est nommée en l'honneur de Yan-meng Hou. 

## Publication originale
- (en) Sun, Guo et Zhang, « Five new epigean Lagynochthonius species (Pseudoscorpiones, Chthoniidae) from southern China », ZooKeys, vol. 1198,‎ 2024, p. 101-134 (lire en ligne)